# ویلیام لی اسکات
ویلیام لی اسکات (انگلیسی: William Lee Scott؛ زادهٔ ۶ ژوئیهٔ ۱۹۷۳) یک هنرپیشه اهل ایالات متحده آمریکا است.
از فیلم‌ها یا برنامه‌های تلویزیونی که وی در آن نقش داشته است می‌توان به پرل هاربر، اثر پروانه‌ای، گاتاکا، سرقت در ۶۰ ثانیه، هویت، آسمان اکتبر، نقطه مقابل سکس، نه مرده و جنگجو اشاره کرد.